# Lista de sobreviventes únicos em acidentes aéreos

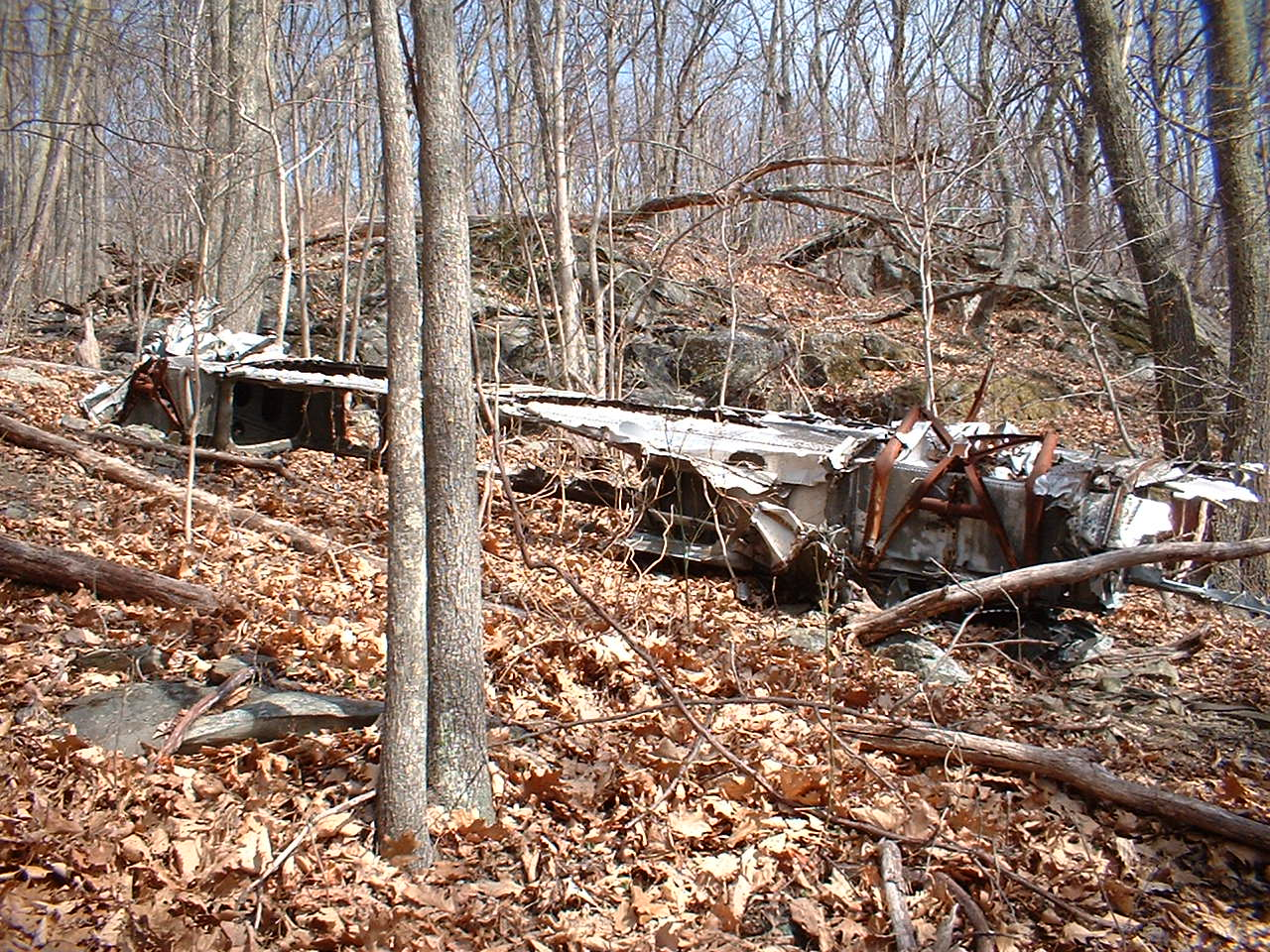
Phil Bradley foi o sobrevivente único do acidentente Piedmont Airlines Flight 349 perto de Crozet, Virginia, em 1959.

Na história da aviação, existem poucos casos de “sobrevivente único” em acidentes de companhias aéreas. Na maioria dos casos estes sobreviventes carregam sequelas físicas e/ou psicológicas dos acidentes que sobreviveram.O sobrevivente único mais novo é Paul Ashton Vick, que em 28 de Janeiro de 1947, sobreviveu à queda do avião da China National Aviation Corporation, quando ele tinha somente 18 meses. Seu pai, antes de falecer por conta de seus ferimentos, sobreviveu tempo o suficiente para escrever uma nota onde pedia que a criança fosse entregue aos seus avós.
Outra sobrevivente é a ex-aeromoça sérvia Vesna Vulović, que de acordo com o Livro Guinness dos Recordes, sobreviveu ao salto mais alto sem paraquedas (queda livre) do mundo: 10.160 metros (33.330 pés).  Em 2009, houve controvérsias sobre o fato, quando foi divulgado pela mídia que este pode ter sido parte da propaganda comunista, no entanto, os dados coletados na caixa-preta da aeronave, irrefutavelmente, embasaram a versão oficial do ocorrido.
Um dos casos mais controversos de sobreviventes únicos foi o de Huang Yu (Chinês: 黃裕, Hanyu Pinyin: Huáng Yù), que em 1948 tentou sequestrar a aeronave Miss Macao da Cathay Pacific, terminando na queda da aeronave e morte dos outros 25 passageiros e tripulantes.  O caso mais antigo de sobrevivente único registrado, é o de Linda McDonald. Em 5 de Setembro de 1936 ela sobreviveu à queda de uma aeronave excursão da Skyways, que matou outras 10 pessoas, inclusive seu namorado. 
Desde 1970, um terço de todos os “sobreviventes únicos” de acidentes de companhias aéreas foram crianças ou tripulantes.

## Lista
Na coluna posição P=passageiro ou C=tripulação
| #  | Nome                       | idade no momento do acidente | Posição | Operador                            | Vôo/info | Data              | Mortes | Refs          |
| -- | -------------------------- | ---------------------------- | ------- | ----------------------------------- | --- | ----------------- | ------ | ------------- |
| 1  | Linda McDonald             | 17                           | P       | Skyways                             | Desastre de avião de turismo de Skyways                                                                                         | 5 setembro 1936   | 9      | [ 5 ]         |
| 2  | Clarence Bates             | 41                           | C       | Northwest Airlines                  | Vôo 5 da Northwest Airlines | 30 Outubro 1941   | 14     | [ 7 ]         |
| 3  | sgt Andrew Jack            | 20                           | C       | RAF                                 | RAF Short Sunderlandacidente de hidroavião matando Principe George, Duque de Kent , em agosto de 1942                           | 25 agosto 1942    | 15     | [ 8 ]         |
| 4  | John Alfred Howard         | 26                           | P       | Pan American-Grace Airways          | Voo 9 | 22 janeiro 1943   | 14     | [ 9 ]         |
| 5  | Foye Kenneth Roberts       | 22                           | P       | Força aérea dos EUA                 | Acidente aéreo de Bakers Creek                                                                                                  | 14 junho 1943     | 40     | [ 10 ]        |
| 6  | Eduard Prchal              | 32                           | C       | RAF                                 | Desastre de Gibraltar do Libertador II no qual o Comandante em Chefe das Forças Polonesas General Władysław Sikorski foi morto. | 4 Julho 1943      | 10     |               |
| 7  | Peter Link                 | 3                            | P       | Trans-Luxury Airlines               | Acidente California Trans-Luxury Airlines                                                                                       | 5 setembro 1946   | 20     | [ 11 ]        |
| 8  | William Ellis Keyes, Jr.   | 25                           | P       | Eastern Airlines                    | Voo 665 | 12 janeiro 1947   | 18     | [ 12 ]        |
| 9  | Paul Ashton Vick           | 18 meses                     | P       | China National Aviation Corporation | Acidente Hankou | 28 Janeiro 1947   | 25     | [ 2 ]         |
| 10 | Eugene Leonard             | 38                           | P       | Air France                          | Acidente na montanha de Lisboa                                                                                                  | 1 fevereiro 1947  | 15     | [ 13 ]        |
| 11 | Tripolina Meo              | 33                           | P       | Delta Air Lines                     | Voo 705 | 10 março 1948     | 12     | [ 14 ] [ 15 ] |
| 12 | Mark Worst                 |                              | P       | Pan Am                              | Vôo 1–10 | 15 abril 1948     | 30     | [ 16 ] [ 17 ] |
| 13 | Moutafis                   |                              | P       | Sabena                              | acidente com Douglas DC-4 | 12 maio 1948      | 31     | [ 18 ] [ 19 ] |
| 14 | Huang Yu                   | 24                           | P       | Cathay Pacific                      | hidroavião Miss Macao | 17 julho 1948     | 25     | [ 4 ]         |
| 15 | Isaac Allal                | 12                           | P       | Aero Holland                        | desastre aéreo de Hurum | 20 novembro 1949  | 34     | [ 20 ] [ 21 ] |
| 16 | Olga Rada                  | 10                           | P       | LANSA                               | acidente com Douglas C-47 | 24 maio 1950      | 25     | [ 22 ] [ 23 ] |
| 17 | Sgt. Haru Sazaki           |                              |         | U.S. Air Force                      | Douglas C-47 | 27 Julho 1950     | 25     | [ 24 ] [ 25 ] |
| 18 | Maj. David Lowther         |                              |         | RAF                                 | acidente no mar do sul da China com Douglas C-47                                                                                | 30 agosto 1950    | 9      | [ 26 ]        |
| 19 | P/O P. D. Cliff            |                              | P       | RAF                                 | acidente de 1954 com um Valetta                                                                                                 | 6 janeiro 1954    | 16     | [ 27 ]        |
| 20 | Paul Olsen                 |                              | C       | Royal Norwegian Air Force           | Acidente de Bjørnøya | 28 Março 1954     | 8      | [ 28 ]        |
| 21 | Concetta Finamore          |                              | P       | Linee Aeree Italiane                | LAI voo 451 | 24 novembro 1956  | 34     |               |
| 22 | Néstor Mata                | 31                           | P       | Philippine Air Force                | Cebu Douglas C-47 | 17 Março 1957     | 25     | [ 29 ]        |
| 23 |                            |                              | P       | Eagle Aviation Limited              | 1957 Blackbushe Viking accident                                                                                                 | 1 Maio 1957       | 34     |               |
| 24 | Ernest P. "Phil" Bradley   | 33                           | P       | Piedmont Airlines                   | voo 349 | 30 Outubro 1959   | 26     | [ 30 ] [ 31 ] |
| 25 | Louis Matarazzo            |                              | P       | Allegheny Airlines                  | voo 371 | 1 dezembro 1959   | 25     | [ 32 ]        |
| 26 | Lt. Joseph "Leo" Guenet    | 29                           | C       | U.S. Air Force                      | USAF Lockheed EC-121H Super Constellation                                                                                       | 25 Abril 1967     | 15     | [ 33 ]        |
| 27 |                            |                              | P       | Aeroflot                            | voo 15 | 29 fevereiro 1968 | 83     | [ 34 ]        |
| 28 | Capt. George A. Burk       | 28                           | P       | U.S. Air Force                      | Acidente T-29 Convair | 4 Maio 1970       | 13     | [ 35 ]        |
| 29 | Juan Loo                   | 26                           | C       | LANSA                               | Vôo 502 | 9 Agosto 1970     | 99     | [ 36 ]        |
| 30 | Lt. Christopher E. Schiess | 24                           | C       | Hughes Airwest / U.S. Marine Corps  | Colisão no ar com o vôo 706 | 6 Junho 1971      | 50     | [ 37 ]        |
| 31 | Juliane Koepcke            | 17                           | P       | LANSA                               | Vôo 508 | 24 Dezembro 1971  | 91     | [ 6 ]         |
| 32 | Vesna Vulović              | 22                           | C       | JAT Yugoslav                        | Vôo 367 | 26 janeiro 1972   | 27     | [ 38 ]        |
| 33 | Neil James Campbell        |                              | P       | Pan Am                              | Vôo 816 | 22 Julho 1973     | 78     | [ 39 ]        |
| 34 | John McCafferty            | 16                           | P       | Downeast Airlines                   | Vôo 46 | 30 Maio 1979      | 17     | [ 40 ]        |
| 35 | Larisa Savitskaya          | 20                           | P       | Aeroflot                            | Vôo 811 | 24 Agosto 1981    | 31     | [ 41 ] [ 42 ] |
| 36 | Remberto Aparicio          | 26                           | P       | Taxi Aéreo El Venado                | 1981 Paipa Embraer Bandeirante                                                                                                  | 2 Setembro 1981   | 21     | [ 43 ] [ 44 ] |
| 37 | AT2 Melissa Kelly          | 30                           | P       | U.S. Navy                           | USN Convair C-131 | 30 Abril 1983     | 14     | [ 45 ]        |
| 38 |                            | 27                           | P       | Aeroflot                            | Vôo 3519 | 23 Dezembro 1984  | 110    | [ 46 ]        |
| 39 | George Lamson Jr.          | 17                           | P       | Galaxy Airlines                     | Vôo 203 | 21 Janeiro 1985   | 70     | [ 38 ]        |
| 40 | Prof. Neuba Yessoh         |                              | P       | VARIG                               | Vôo 797 | 3 Janeiro 1987    | 50     | [ 47 ] [ 48 ] |
| 41 | Cecelia Cichan             | 4                            | P       | Northwest Airlines                  | Vôo 255 | 16 Agosto 1987    | 154    | [ 6 ]         |
| 42 | Lt. Edilberto Villar       |                              | C       | Peruvian Navy                       | Desastre aéreo da Aliança Lima                                                                                                  | 8 Dezembro 1987   | 43     | [ 49 ]        |
| 43 | Bambang Sumadi             |                              | P       | Indonesian Air Force                | 1991 Indonesian Air force Lockheed C-130 Hercules                                                                               | 5 Outubro 1991    | 136    | [ 50 ]        |
| 44 | Annette Herfkens           | 31                           | P       | Vietnam Airlines                    | Vôo 474 | 14 Novembro 1992  | 30     | [ 51 ]        |
| 45 | Erika Delgado              | 9                            | P       | Intercontinental de Aviación        | Voo Intercontinental de Aviación 256                                                                                            | 11 Janeiro 1995   | 52     | [ 38 ]        |
| 46 | Ulziibayar Sanjaa          | 27                           | P       | MIAT Mongolian Airlines             | | 21 Setembro 1995  | 42     | [ 52 ]        |
| 47 | Chanayuth Nim-anong        | 14 meses                     | P       | Vietnam Airlines                    | Vietnam Airlines Vôo 815 | 3 Setembro 1997   | 65     | [ 53 ]        |
| 48 | Sergei Petrov              | 37                           | C       | Tajik Air                           | Vôo 3183 | 15 Dezembro 1997  | 85     | [ 54 ]        |
| 49 | Youcef Djillali            | 28                           | P       | Air Algérie                         | Vôo 6289 | 6 Março 2003      | 102    | [ 54 ]        |
| 50 | Lt. Martin Farkaš          |                              | P       | Slovak Air Force                    | Slovak Air Force Antonov An-24                                                                                                  | 19 Janeiro 2006   | 42     | [ 38 ]        |
| 51 | James M. Polehinke         |                              | C       | Comair                              | Vôo 5191 | 27 Agosto 2006    | 49     | [ 55 ]        |
| 52 | Abdülkadir Akyüz           |                              | P       | AerianTur-M                         | 2007 Balad aircraft crash | 9 Janeiro 2007    | 34     | [ 56 ] [ 57 ] |
| 53 |                            | 2                            | P       | Great Lakes Business Company        | 2007 Kongolo Antonov An-32B | 26 Agosto 2007    | 14     | [ 58 ]        |
| 54 | Surendra Kunwar            |                              | C       | Yeti Airlines                       | Vôo 103 | 8 Outubro 2008    | 18     | [ 59 ]        |
| 55 | Robert Decker              | 28                           | P       | Cougar Helicopters                  | Vôo 91 | 12 Março 2009     | 17     | [ 60 ]        |
| 56 | Bahia Bakari               | 14                           | P       | Yemenia                             | Vôo 626 | 30 Junho 2009     | 152    | [ 6 ]         |
| 57 | Ruben van Assouw           | 9                            | P       | Afriqiyah Airways                   | Vôo 771 | 12 Maio 2010      | 103    | [ 6 ]         |
| 58 |                            |                              | P       | Filair                              | 2010 Bandundu Filair Let L-410                                                                                                  | 25 Agosto 2010    | 20     | [ 63 ]        |
| 59 | Francis Mwamba             |                              | P       | Georgian Airways / United Nations   | Acidente do Bombardier CRJ-100 das Nações Unidas                                                                                | 4 Abril 2011      | 32     | [ 64 ]        |
| 60 | Alexander Sizov            | 52                           | C       | Yak-Service                         | Lokomotiv Yaroslavl plane | 7 Setembro 2011   | 44     | [ 65 ] [ 66 ] |
| 61 | Nimer Djelloul             | 21                           | P       | Algerian Air Force                  | Acidente de avião Lokomotiv Yaroslavl                                                                                           | 11 Fevereiro 2014 | 77     | [ 67 ] [ 68 ] |
| 62 | Mailen Diaz Almaguer       | 19                           | P       | Cubana de Aviación                  | Voo Cubana de Aviación 972 | 18 maio 2018      | 112    | [ 69 ]        |
| 63 | Farshad Mahdavinejad       |                              | C       | Saha Airlines                       | Acidente do Boeing 707 da Saha Airlines                                                                                         | 14 janeiro 2019   | 15     | [ 70 ]        |
| 64 | Muma Emmanuel              |                              | P       | Busy Bee Congo                      | Acidente do Dornier Do 228 da Busy Bee Congo                                                                                    | 24 novembro 2019  | 26     | [ 71 ]        |
| 65 | Viacheslav Zolochevsky     | 20                           | P       | Força aérea ucraniana               | Acidente do Antonov An-26 em Chuguiév                                                                                           | 25 setembro 2020  | 26     | [ 72 ]        |
| 66 | Vishwash Kumar Ramesh      | 40                           | P       | Air India                           | Voo Air India 171 | 12 junho 2025     | 241    | [ 73 ]        |